# 许社林宅
许社林宅是一座明代武官府第，位于中国安徽省黄山市歙县许村镇许村。
许社林宅的前厅深8.9米，阔10.14米，高二层。梁上有彩绘。悬匾 “奋翼南天”。
2006年5月，许社林宅作为许村古建筑群的子项，被列为第六批全国重点文物保护单位。